# Eddy Curry
Eddy Anthony Curry Jr. (Harvey, 5 december 1982) is een Amerikaans voormalig basketballer.

## Carrière
Curry werd meteen toen hij High School in 2001 verliet gedraft door de Chicago Bulls als 4de in de eerste ronde. Hij speelde vier seizoenen voor de Bulls waar hij steeds als starter actief was. Hij werd in 2005 geruild samen met Antonio Davis en een draftpick naar de New York Knicks voor Jermaine Jackson, Mike Sweetney, Tim Thomas en enkele draftpicks. Bij New York speelde hij vijf seizoenen en kwam in zijn zesde seizoen niet meer aan spelen toe. 
Hij werd in februari geruild naar de Minnesota Timberwolves. In deze ruil waren ook Anthony Randolph, Carmelo Anthony, Renaldo Balkman, Chauncey Billups, Anthony Carter, Shelden Williams, Kosta Koufos, Corey Brewer, Wilson Chandler, Raymond Felton, Danilo Gallinari, Timofey Mozgov en meerdere draftpicks betrokken. Zijn contract werd echter een week later al ontbonden. Voor het seizoen 2011/12 speelde hij bij de Miami Heat waarmee hij kampioen werd, in oktober 2012 tekende hij bij San Antonio Spurs maar nog dezelfde maand werd zijn contract ontbonden zonder voor hen te spelen. Van eind oktober tot begin november speelde hij nog voor de Dallas Mavericks.
Hij speelde de rest van het seizoen voor Zhejiang Golden Bulls in China. In 2018/19 speelde hij nog een korte periode voor de Zhuhai Wolf Warriors uit Macau.

## Erelijst
- NBA-kampioen: 2012

## Statistieken

### Regulier seizoen
| Seizoen  | Team             | WG  | WS  | MPW  | 2P%   | 3P%   | FW%  | RPW | APW | SPW | BPW | PPW  |
| -------- | ---------------- | --- | --- | ---- | ----- | ----- | ---- | --- | --- | --- | --- | ---- |
| 2001/02  | Chicago Bulls    | 72  | 31  | 16,0 | 50,1  | 0,0   | 65,6 | 3,8 | 0,3 | 0,2 | 0,7 | 6,7  |
| 2002/03  | Chicago Bulls    | 81  | 48  | 19,4 | 58,5  | 0,0   | 62,4 | 4,4 | 0,5 | 0,2 | 0,8 | 10,5 |
| 2003/04  | Chicago Bulls    | 73  | 63  | 29,5 | 49,6  | 100,0 | 67,1 | 6,2 | 0,9 | 0,3 | 1,1 | 14,7 |
| 2004/05  | Chicago Bulls    | 63  | 60  | 28,7 | 53,8  | 0,0   | 72,0 | 5,4 | 0,6 | 0,3 | 0,9 | 16,1 |
| 2005/06  | New York Knicks  | 72  | 69  | 25,9 | 56,3  | 0,0   | 63,2 | 6,0 | 0,3 | 0,4 | 0,8 | 13,6 |
| 2006/07  | New York Knicks  | 81  | 81  | 35,2 | 57,6  | 100,0 | 61,5 | 7,0 | 0,8 | 0,4 | 0,5 | 19,5 |
| 2007/08  | New York Knicks  | 59  | 58  | 25,9 | 54,6  | 0,0   | 62,3 | 4,7 | 0,5 | 0,2 | 0,5 | 13,2 |
| 2008/09  | New York Knicks  | 3   | 0   | 4,0  | 100,0 | 0,0   | 33,3 | 1,3 | 0,0 | 0,0 | 0,0 | 1,7  |
| 2009/10  | New York Knicks  | 7   | 0   | 8,9  | 38,1  | 0,0   | 58,8 | 1,9 | 0,0 | 0,0 | 0,1 | 3,7  |
| 2011/12  | Miami Heat       | 14  | 1   | 5,9  | 46,2  | 0,0   | 75,0 | 0,9 | 0,1 | 0,0 | 0,1 | 2,1  |
| 2012/13  | Dallas Mavericks | 2   | 0   | 12,5 | 50,0  | 0,0   | 25,0 | 2,0 | 0,0 | 0,0 | 0,0 | 4,5  |
| Carrière | Carrière         | 527 | 411 | 24,9 | 54,5  | 100,0 | 64,2 | 5,2 | 0,5 | 0,3 | 0,7 | 12,9 |

1 Bosh ·
3 Wade ·
5 Howard ·
6 James ·
13 Miller ·
14 Harris ·
15 Chalmers ·
21 Turiaf ·
22 Jones ·
30 Cole ·
31 Battier ·
34 Curry ·
40 Haslem ·
45 Pittman ·
50 Anthony ·
Coach Spoelstra